# 皮肤炭疽
皮肤炭疽(cutaneousanthrax)，亦称恶性脓疱(malignantpustules)。病原菌为炭疽杆菌。主要发生于牧民及与皮毛、肉食、畜产等职业有关的职工。2012年8月8日，连云港发现两例皮肤炭疽病例，已经隔离治疗。